# Pseudoeurycea galeanae
Pseudoeurycea galeanae là một loài kỳ giông trong họ Plethodontidae.
Nó là loài đặc hữu của México.
Các môi trường sống tự nhiên của chúng là các khu rừng vùng núi ẩm nhiệt đới hoặc cận nhiệt đới, vùng đất ẩm có cây bụi nhiệt đới hoặc cận nhiệt đới, các đồn điền, và các khu rừng trước đây bị suy thoái nặng nề.
Nó bị đe dọa do mất môi trường sống.